# Ortnamn i Östergötland
Ortnamn i Östergötland kan, liksom de övriga svenska ortnamnen, delas upp i naturnamn och kulturnamn. Kulturnamnen är ofta bebyggelsenamn med  efterled där bebyggelsen beskrivs, såsom -by (Högby), -torp (Simonstorp) och -tuna (Sättuna).
Vissa ortnamn är speciella för Östergötland och delar av omgivande landskap. Exempel på detta är namn som har efterleden -lösa och -orp. Ortnamnen i Östergötland är, som i alla andra landskap i Sverige, dels osammansatta ortnamn och dels sammansatta. Av de sammansatta ortnamnen har de flesta två ordled, förled och efterled. 
Några av de osammansatta namnen är enstaviga, som till exempel Berg och Strå. Andra är tvåstaviga som till exempel Jursla och  Sya. Ändelsen -a betecknar ofta pluralis. Av de sammansatta ortnamnen har de flesta två ordled, förled och efterled, som till exempel Nykil och Skärstad, men det finns också namn med tre ordled, som Ljusfallshammar och Åtvidaberg. 

## Definition av begreppet ortnamn
Ortnamn eller toponymer är namn på geografiska företeelser och ortnamnen kan delas upp i bebyggelsenamn och naturnamn.
En språkvetenskaplig definition är att "ett ortnamn är ett språkligt uttryck som i en viss namnbrukarkrets är knutet till en bestämd plats".

## Ortnamnskategorier
Alla ortnamn delas upp i två huvudkategorier: naturnamn och kulturnamn. Kulturnamnen kan indelas tre kategorier: ägonamn, bebyggelsenamn och namn på artefakter.
Naturnamn är namn på vattendrag, sjöar, skogar o.s.v. Ägonamn är namn på mark som används för jordbruk och boskapsskötsel, till exempel åkrar, ängar och hagar. Bebyggelsenamn är namn på tätorter, byar, gårdar, bygder med mera. Artefaktnamn är namn på broar, hamnar, gruvor, gravhögar m.m. Bebyggelsenamn kan vara primära eller
sekundära. Primära bebyggelsenamn avser bebyggelse redan från början, till exempel de som slutar på -by (som Mjölby),  eller -torp (som  Snöveltorp). Sekundära bebyggelsenamn har inte från början betecknat bebyggelse. Dessa bebyggelsenamn har ursprungligen varit naturnamn, ägonamn eller artefaktnamn. Exempel på sådana ortnamn i Östergötland är Björkeberg, Sturefors, Hjulsbro med flera.

## Ortnamnet Linköping
Linköping (Liunga kaupinga ca 1120) innehåller genitiv pluralis av  'ljung' och fornsvenska køpinger 'handelsplats'.

## Typiska östgötska ortnamnsefterled och ortnamnsändelser

### Ortnamnsförled med trädanknytning
- Ask- finns i Askeby.
- Asp- finns i Aspenäs.
- Björk- finns i Björkeberg, Björkfors och Björksätter.
- Bok- finns i omljudd form i Böksjö.
- Ek- finns i Ekeby, Eksund och Ekängen.
- Fur- finns i Furingstad.
- Lind- finns i Lindö (tätort) och Lindö (småort).
- Lönn- finns i Lönsås.
- Tall- finns i Tallboda och Tallebo.

### Ortnamnsefterled som betecknar bebyggelse

hem

hult

rum

sätter

- -bo(da), som ursprungligen betecknade bodar för tillfälligt bruk, som slåtterbodar, förvaringsbodar, sjöbodar m.m. En socken i Östergötland, Kvarsebo (Kværnosabodha 1377), har ett namn av denna typ. De flesta namnen av på -boda i Östergötland med betydelsen 'bod, bodar' finns främst i Kinda och de stora skogstrakterna i närheten av gränsen mot Småland. Även i skogstrakterna längst ut på Vikbolandet finns en hel del av dessa namn. Förledet är vanligtvis ett personnamn, till exempel i Aggebo, Finnebo, Öbnebo m.fl.
- -bo kan även ha en andra betydelser. Socknen Åsbo (Asbo sokn 1357) betyder 'åsbornas socken'. Ytterligare en betydelse är 'egendom, gård’ och denna äldre betydelse finns i sockennamnen Bjälbo (Biælbo 1283) och Grebo (Grepaboo 1354).
- -by har ursprungligen sannolikt betytt 'boplats, bebyggelse' som den senare betydelsen 'gård, by' har utvecklats från. I Östergötland finns bland annat Asby, Oppeby och Tåby.
- -fall, svedjefall, förekommer i de skogklädda delarna av landskapet. Exempel: Björksfall, Krogsfall och Yxefall.
- -hem betyder 'bostad, hemvist'. I Östergötland finns orterna Opphem, Gladhem och Linghem. Detta är några av de äldsta namnen på -hem i landskapet. Det finns också ett antal yngre namn på -hem som betecknar mindre gårdar och nybyggen som har tillkommit mot slutet av medeltiden eller senare, till exempel Dagshem, Kulhem och Sållarehem.
- -hult är vanligt i skogsbygderna i Östergötland och är mycket vanligt också i Småland och norra Blekinge.  Betydelsen av -hult är 'liten skog, skogsdunge'. Exempel: Bjärhult, Borkhult, Olivehult och Svinhult.
- -lösa kan betyda 'äng, betesmark' och finns bland annat i sockennamnen Normlösa, Rogslösa och Västerlösa. Dessa tre socknar finns i de centrala delarna av Östergötland.
- -måla är vanligt i Östergötland, liksom i Blekinge och Småland. I Östergötland är också den bestämda formen -målen relativt vanlig. Ordet mål är besläktat med 'mått' och det anses därför syfta på ett jordstycke som har mätts av för odling. Efterleden -måla och -målen förekommer i Östergötland främst i de båda häradena Kinda och Ydre som gränsar mot Småland (det landskap som de tidigare har tillhört). Exempel på namntypen är Bennemåla, Sjundemåla och Tappemåla samt Laggarmålen, Sätermålen och Älvsmålen.
- -rum, som förekommer i östra Götaland, är den östliga motsvarigheten till det västliga -ryd. I Östergötland finns namntypen i Hammarkinds härad i de sydöstra kustområdena. Betydelsen är 'röjning, öppen plats', senare 'gårdstomt, gård'. Exempel: Börrum, Ringarum och Yxnerum.
- -ryd har sin största östgötska spridning skogsbygderna i södra Lysings härad (sydvästra Östergötland). Exempel på namn är Björnseryd, Hakeryd och Linderyd.
- -stad förekommer på många platser i Östergötland, liksom i övriga Götaland. I Svealand, i östra Norrland och i Jämtland skrivs efterledet som -sta. Den ursprungliga betydelsen av -stad har antagits vara 'plats, ställe', men även andra tolkningar har föreslagits. Namn med efterledet -stad i Östergötland är Fivelstad, Hägerstad och Väderstad.
- -sätter, med varianten -säter, förekommer i Östergötland främst i den södra hälften av landskapet samt i den landskapsdel som ligger mellan Bråviken och Slätbaken. Ordet sätter har använts som beteckning på skogs- och utmarksängar, och har utnyttjats för bete och höslåtter. Exempel: Alsätter, Björksätter och Stensätter.
- -torp innebär  i en äldre betydelse 'nybygge, utflyttargård' och de äldsta av dessa namn är från förhistorisk tid. På vikingatiden och medeltiden uppstod ett andra skikt av namn på -torp. Till dessa äldre namn hör Simonstorp och Snöveltorp i Västra Husby. Under nyare tiden har en mängd namn med efterledet -torp bildats. Dessa namn kan då beteckna  dagsverkstorp, soldat- och båtsmanstorp m.m. Många torp från nyare tid betecknar hantverkare, som Glasmästartorp, Skomakartorp och Smedstorp. Andra är soldattorp, som Grenadjärtorpet, Knekttorpet och Ryttartorpet. Båtsmanstorpen kunde få namn som Becktorpet, Boglinetorpet, Braxtorpet osv.
- -orp: Typiskt för Östergötland är att en del -torpnamn kom att få sitt efterled förkortat till -orp. Sådana namn är Hanorp i Klockrike, Kropperorp i Tjällmo, Stjärnorps socken samt Åsorp i Vikingstad.
- -arp: Kortformen -arp, av -atorp, förekommer i den södra hälften av Östergötland, liksom i de sydligare svenska landskapen, exempelvis Attarp, Häggarp och Övarp.
- -tuna: Ordet tun betyder ursprungligen 'inhägnad plats'. Den för Sverige speciella namntypen Tuna och -tuna har varit namn på centralorter i det förhistoriska samhällets organisation. I Östergötland finns ett fåtal namn på -tuna, bland annat Sjötuna i Kumla och Sättuna.[8][9]

### Ortnamnsefterled som betecknar bergsbruk och industri
- Mormorsgruvan, en koppargruva utanför Åtvidaberg.
- Ljusfallshammar Efterledet -hammar betecknar en bergsmanshammare.
- -fors kan beteckna en industri som etablerades vid en fors, innan det fanns elektricitet att tillgå. Exempel på detta är Björkfors mellan sjöarna Åsunden och Björkern, där det redan 1647 fanns en sågkvarn. Omkring 1870 uppfördes en ångsåg istället för sågkvarnen.[10][11] Ett annat exempel är De Geersfors bruk, som anlades år 1756[12] av Johan Carl De Geers änka Althéa Maria De Geer. Den första anläggningen var en hammarsmedja. I Igelfors växte två bruk upp på 1860-talet. Det var Igelfors stångjärnsbruk och Nyhammars spikbruk. 1891 slogs de båda bruken ihop till Igelfors bruks AB. Vi denna tid fanns det två smedjor i Igelfors. Den produkt som främst framställdes i Igelfors var liar.[13] År 2017 gick Igelfors bruks AB i Konkurs.[14] Även Sturefors har fått sitt namn av en fors, och där hade man anlagt ett sågverk, där man kunde förädla det timmer man fick från sina egna, stora skogsmarker.[15]
- -ström betecknar, liksom -fors, kraftigt strömmande vatten, och vid sådana kunde industrier etableras. I Östergötland finns Folkströms bruk,[16] och i landskapet finns också Karlströms bruk, ett stångjärnsbruk som Carl Sparre på Ulvåsa år 1682 fick tillstånd att uppföra på den plats som kom att uppkallas efter honom, Karlström.[17][18]

### Ortnamnsefterled som betecknar höjder
- -klint betyder 'berg med branta väggar’. Några höjder som kallas 'klint' finns i Östergötland, bland annat i Kolmården och i Gryts och Sankt Anna skärgårdar. Exempel: Helgaklint, Kvarseboklint och Skaftöklint.

### Ortnamnsändelser
-a är en vanlig pluraländelse i svenska ortnamn. I vissa områden är -e vanligare, till exempel på Gotland, i Bohuslän, i vissa delar av Värmland (till exempel Sunne) och i Härjedalen Hede ((ii) Hedha sokn 1397) och Jämtland (Stavre). I Östergötland är ändelsen -a den vanligaste pluraländelsen, till exempel i Kaga och Nässja.
-inge är en avledningsändelse och betecknar invånarna på en viss plats, till exempel Hycklinge, Kvillinge och  Risinge. 

## Ortnamn som påminner om hednisk kult
De ortnamn som har namnet på en fornnordisk gud eller gudinna i sitt förled kallas teofora ortnamn. Tillsammans med övriga ortnamn som syftar på gudadyrkan benämns de sakrala ortnamn.

### Säkra tolkningar
Namn med efterledet -lunda:
- Fröslunda i Bankekind.

Man kan räkna med att efterledet -lunda har betydelsen 'helig lund' när den förekommer tillsammans med ett gudanamn.
Namn med efterledet -vi (helgedom): 
- Alguvi i Kaga betyder 'alla gudars vi'.
- Frösvik (Frøswy 1307) i Oppeby. Namnet betyder 'guden Frös vi'.
- Götevi i Vallerstad och Götvik i Ekeby betyder 'götarnas vi'.
- Mjärdevi (j Nærdhawi 1385) i Hogstad och Slaka samt Närby (Nierdhawi 1344) i Drothem har varit helgade åt guden Njärd.
- Ullevi i Järstad, Sankt Lars och Kimstad. Namnet betyder 'guden Ulls vi'.[23]

Namn med efterledet -åker/-åkra:
- Odensåker i Kullerstad, kultplats för guden Oden.[23]
- Torsåkra i Horns socken, kultplats för guden Tor.[24]

### Osäkra eller omstridda tolkningar
- Skedevi (Skædui 1340), Skedevid (Skædhui 1375) i Lönsås, Skedevid i Skeda, Skävid (Skædhwi 1365) i Skärkind och Skedevid (Skædhwi 1390) i Tjärstad har ett omstritt förled, skedh eller skedhe. En uppfattning är att ordet är bildat till skede 'rågång, avtagsväg' m.m. Efterledet skulle då inte vara vi 'kultplats' utan istället en form av det fornsvenska ordet vidher 'skog'.[25] En annan uppfattning är att -ve och -vi i den grupp av ortnamn som kallas Skædhwi-namn betyder 'helig plats, kultplats'. Förledet Skædh- kan då antingen betyda 'plats för hästkapplöpning eller hingsthetsning' eller innehålla ett dialektord sked 'planka, bräde', varvid skædhwi skulle syfta på en helgedom omgiven av bräder.[26][27]

När det gäller de namn med efterledet -vi som inte har säkert belagt gudanamn i sin förled har ibland tveksamhet uppstått om -vi syftar på en kultplats, eller om det kanske istället kan vara en beteckning på 'skog', som i fornsvenska hette viþer. Från 1923 har uppfattningen varit att -viþi, en form av viþer, ibland skulle ha resulterat i formen -vi genom förkortning. Det skulle bland annat vara fallet med  ortnamnet  Vrinnevi. Den första tolkningen av detta namn var att det skulle vara ett vi, en 'helig plats, helgedom', som var helgad åt en murgrönegudinna, Rindr. Denna tolkning avvisades år 1923. Istället skulle namnet betyda 'murgröneskog'. På 2000-talet har denna åsikt ifrågasatts, och det har åter hävdas att det är formellt möjligt att -vi i dessa namn betyder 'helig plats, helgedom'.
En liknande åsiktsbrytning har gällt Järnevid (ij Hærnawi 1378, j Hjærnawi 1437) i Nässja. År 1950 framfördes åsikten att Järnevids förled är fornsvenska hjærne 'hjärna' i betydelsen 'höjd'. Efterledet skulle komma av *vidhi 'skog'. I början av 2000-talet ifrågasattes även denna uppgift och möjligheten att Järnevids efterled kan innehålla vi 'helig plats, helgedom' framfördes på nytt.
- Götala (by i Styra socken) med efterledet -ala har två olika tolkningar. Den traditionella tolkningen är 'götarnas helgedom'. På senare tid har en annan tolkning föreslagits. Göt- skulle enligt den komma av fornsvenska *gøt 'utflöde, källa' och -ala skulle komma av *al 'samlingsplats i ofredstider'.[33]
- Motala: Namnet består av mot 'vägmöte' och -al (se Götala).[34]